# Gneu Senti Saturní (cònsol sufecte any 4)
Gneu Senti Saturní (en llatí Cnaeus Sentius Saturninus) va ser un magistrat romà. Era probablement fill de Gai Senti Saturní, cònsol l'any 19 aC.
Va ser llegat del seu pare a Síria entre els anys 9 i 6 aC.
Va ser cònsol sufecte l'any 4 quan el seu germà Gai Senti era cònsol, i va substituir Sext Eli Cat, enviat per August a combatre els getes. L'any 19 va ser nomenat governador de Síria i va obligar Gneu Calpurni Pisó a entregar-li la província per la força, i a que es presentés a Roma acusat de l'assassinat de Germànic Cèsar.